# Thomas Alan Goldsborough
Thomas Alan Goldsborough (ur. 16 września 1877 w Greensboro, Maryland, zm. 16 czerwca 1951 w Waszyngtonie) – amerykański polityk związany z Partią Demokratyczną. W latach 1921–1939 był przedstawicielem pierwszego okręgu wyborczego w stanie Maryland w Izbie Reprezentantów Stanów Zjednoczonych. W latach 1932–1939 był regentem Instytutu Smithsona.
Thomas Alan Goldsborough był prawnukiem Charlesa Goldsborough, także kongresmena i gubernatora stanu Maryland oraz pra-pra-prawnukiem Roberta Goldsborough, delegata Maryland do Kongresu Kontynentalnego.